# 李恩霖
李恩霖（英語：Roger Yan-Lam Lee，1950年—），香港电影监制、財務總監，他曾参与过许鞍华执导的电影《女人四十》和《桃姐》的创作。其中后者更是根据他与他家媽姐家傭钟春桃之间的真实故事改编而成的。

## 背景
李恩霖生於深水埗寶血醫院（明愛），母親是一名教師。他從小熱愛電影，高中畢業後全家移民美國。早年在聖方濟各英文小學就讀小一至小五年級，後轉到拔萃小學完成小六課程。就讀拔萃男書院時與香港電影導演劉國昌為同學。李恩霖仍是學生時聽從父親的建议在俄勒冈大学修讀國際市場學，回到香港後加入香港電台參與電影製作。
桃姐去世時，他把精力都放在處理桃姐的後事上，因此哀傷沒有得到真正的抒發。直至即將步入花甲之年，他感到自己需要調劑以將壓力釋放出来，因此突發靈感寫成電影《桃姐》的劇情大纲，结果交付许鞍华最终成为一部佳作。后来还延續構想寫下传记一書——《桃姐與我》。

## 電視作品
- 198?年：《執法者》（香港電台），助理編導
- 198?年：單元劇《溫馨集：迎孕而解》（香港電台），導演
- 1986年：單元劇《溫馨集：雁過留聲》（香港電台），導演
- 2013年1月20日：黃金歲月：第三集 【阿姐與Paco】（香港電台），編導
- 2013年1月27日：黃金歲月：第四集 【阿姐與我】（香港電台），編導

## 电影作品
- 1986年：《逃出珊瑚海》，配樂
- 1987年：《城市麗人》，策劃
- 1989年：《但願人長久》，製片
- 1989年：《英雄本色Ⅲ：夕陽之歌》製片？臨時演員（越南戰地醫生）
- 1991年：《黃飛鴻》，製作總監
- 1991年：《倩女幽魂III 道道道》，執行監製
- 1994年：《飛虎雄心》，執行監製
- 1995年：《女人四十》，创作总监
- 1997年：《宋家皇朝》
- 1997年：《我愛廚房》，執行監製
- 1997年：《熱血最強》
- 1998年：《玻璃之城》
- 2007年：《天堂口》，執行監製
- 2008年：《赤壁（上）》，財務總監
- 2009年：《赤壁（下）／赤壁2：決戰天下》，財務總監
- 2011年：《桃姐》，故事，聯合編劇，监制，財務總監
- 2017年：《明月几时有》，监制

## 书籍
传记《桃姐與我》于2012年3月14日出版发行。